# Corrientes (cidade)
Corrientes é uma cidade argentina da província de Corrientes. Capital da província de mesmo nome, foi fundada em 3 de abril de 1588 por Juan Torres de Vera y Aragón. Tem uma população de 314 316 habitantes. É separada da capital da província do Chaco, Resistencia, pelo rio Paraná. É famosa pelo seu carnaval.

## Dados gerais
- Intendente Municipal: Dr. Carlos José Vignolo
- Vice-Intendente: Esteban Agustín Payes
- Partido político: Frente de Todos
- Endereço: 25 de Mayo 1178, Corrientes (3400) - Argentina
- Telefone: +54 (3783) 431480 / 436090
- Fax: +54 (3783) 432382
- E-mail: intendencia@mcc.gov.ar
- Departamento: Capital
- Categoria: Comuna de primeira categoría
- Código postal: 3400
- População: 268 080 habitantes